# The Open Group
The Open Group (букв. англ. открытая группа) — промышленный консорциум, созданный для установки нейтральных открытых технологических стандартов для вычислительной инфраструктуры. Сформировался при объединении X/Open с Open Software Foundation в 1996 году. The Open Group наиболее известна как сертифицирующий орган для торговой марки UNIX. В прошлом консорциум был наиболее известен в связи с публикацией Single UNIX Specification, расширяющей стандарты POSIX и являющейся официальным определением UNIX. В число членов группы входят покупатели и производители из отрасли информационных технологий, а также правительственные агентства, например, Capgemini, Fujitsu, Sun Microsystems, Hitachi, Hewlett-Packard, IBM, NEC, US Department of Defense, NASA и другие.